# Fábián Juli
Fábián Juli (Budapest, 1980. július 9. – Budapest, 2017. december 16.) magyar dzsesszénekesnő, popénekesnő, dalszövegíró, dalszerző.

## Életpályája
Zenei tanulmányait az albertfalvi Petőfi Sándor Általános Iskola ének-zene tagozatán alapozta meg, ahol klasszikus zongorát is tanult. A Toldy Ferenc Gimnáziumban 1998-ban érettségizett, majd a Külkereskedelmi Főiskolán szerzett diplomát, mellyel párhuzamosan (2001–2003) az Etűd Zeneiskolában sajátította el a dzsesszének alapjait, ahol tanárai Munkácsi Bea és Winand Gábor voltak. Két év énektanulás után felvételt nyert a Liszt Ferenc Zeneművészeti Egyetem dzsessztanszakára, Berki Tamás tanítványaként. Érett, átélt előadásmódja mellett kiemelkedő volt fejlett stílusérzéke és improvizatív készsége.
Számos formáció tagja volt. A kizárólag női tagokból álló Soft Jazz Band, az elektronikus zenét játszó Erik Sumo Band mellett saját dzsesszkvartettet alapított Just In Time néven. A Téli Márta művészeti vezetésével indult, öt dzsesszénekesnőből és négytagú zenekarukból álló formációban, a Jazzjetben is énekelt. Saját kvartettje, a Just In Time két évig volt jelen a hazai dzsesszéletben és koncerteket adott klubokban és fesztiválokon, többek közt a Jazztergom fesztivál, a Sziget Fesztivál, a Columbus Jazzklub és az A38 Hajó színpadán – itt pl. a blueslegenda Robben Ford előzenekaraként. A kvartett olyan zenészegyéniségekkel is fellépett, mint a trombitás Fekete-Kovács Kornél, Ducsai Szabolcs vagy a fiatal gitáros tehetség, Oláh Szabolcs.
Mindezek mellett az énekesnő rendszeres vendége volt a Gyárfás István Triónak és a Coolmen Triónak, több alkalommal énekelt Pege Aladár zenekarával, a Budapest Jazz Orchestrával, a Free Style Chamber Orchestrával, több ízben fellépett a Magyar Rádió Márványtermében, és önálló estet adott Berlin egyik patinás dzsesszklubjában. Számos stúdiómunkája mellett továbbá rendszeres szerzője volt az EMI dzsesszújságjának, a Hangjegyzetnek. 2005-től az Etűd Zeneiskola és Zeneművészeti Szakközépiskola dzsesszénektanára, 2008-tól pedig a Kodolányi János Főiskola Művészeti Tanszékének énektanára volt.
Az énekesnő 2007-ben és 2008-ban az egyik legismertebb dzsesszénekverseny, a Montreux Jazz Voice Competition legjobb nyolc énekese közé jutott. Első komoly találkozása a modern műfajokkal a Barabás Lőrinc Eklektrickel történt, ami az ország egyik legismertebb elektronikus zenekarává vált, s melynek köszönhetően Fábián Juli országos ismertségre tett szert. Ez idő alatt hozta létre saját formációját a Fábián Juli Jazz Riffet, melynek Honey & Chili (Méz és paprika) címmel jelent meg 2009-ben a bemutatkozó lemeze. 2010-ben énektanárként közreműködött az első hazai X-Faktor versenyzőinek szakmai felkészítésében. Ugyanebben az évben a Magyar Dal Napján Szakcsi Lakatos Bélával közös produkcióval lépett fel.
2008-ban Berki Tamás ismertette össze Sárik Péterrel, aki egy fellépésén zongorán kísérte, majd közösen készítettek egy demót a Montreux-i Jazzénekes versenyre. A duó 2011-ben adta ki az első, popszám-feldolgozásokat is tartalmazó koncertlemezüket FeelHarmony címmel. Zenész- és szerzőtársával számos közös dalt alkotott, melyek neves nemzetközi dalszerzőversenyeken, például 2010-ben a UK Songwriting Competition versenyen, is több helyezést hoztak a szerzőpárosnak. Formációjuk sikerét a folyamatos koncertmeghívások jelezték. Játszottak Londonban, Szlovákiában, 2011. őszén nagy sikerű, kéthetes turnét tettek Románia 8 városában – a fellépéseket szinte azonnal újabb meghívások követték 2012-re. A legnívósabb budapesti, illetve vidéki klubok és fesztiválok mellett olyan exkluzív eseményeken is felléptek, mint például 2011-ben Az év bankja díjátadó gála.

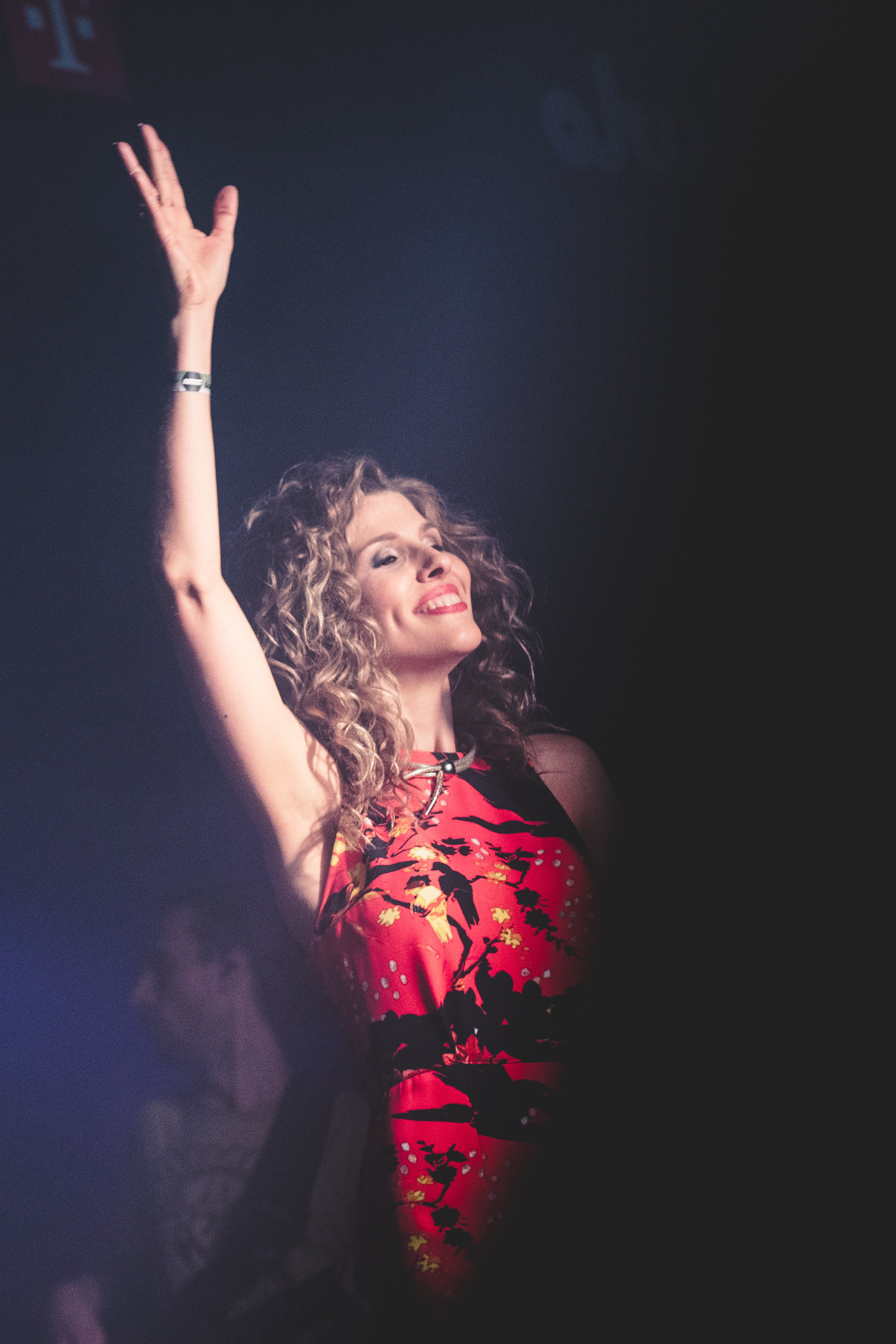

2011-ben elnyerte az évente három kiemelkedően tehetséges, fiatal dzsesszzenésznek odaítélhető Lakatos-Ablakos Dezső Ösztöndíjat. Ugyanebben az évben megjelent Fábián Juli és Zoohacker első közös lemeze, a CLS Music kiadónál, Girly címmel. 2012-ben a Fábian Juli és Zoohacker formáció részt vett az Eurovíziós Dalfesztivál hazai előválogatójában, A Dalban, a Like A Child című dallal. 2013-ban vendégelőadóként énekelte a Waiting for the Sunshine című számot a Kerekes Band Fonogram díjas Folklore Man című albumán. 2015. szeptemberben fellépett a gyermekéhezés felszámolásáért a Papp László Budapest Sportarénában rendezett Nemzeti Minimum koncerten.
2017 tavaszán A nagy duett című műsorban Győrfi Pál oldalán szerepelt. 2017 nyarán Zoohackerrel és Johnny K. Palmerrel elkészítette a 6. Paloznaki Jazzpiknik hivatalos himnuszát Jazz & Wine címmel.
Zenéhez való viszonyára és munkásságára nagy hatással voltak: Ella Fitzgerald, Sarah Vaughan, Dianne Reeves, Bobby McFerrin, Tuck and Patti, Elaine Elias és Kurt Elling.
Először 2012-ben ment kényszerpihenőre az akkor 32 éves énekesnő. Egy év múlva, a Fókusz Portré című műsorban beszélt arról, hogy komoly egészségi probléma miatt vonult vissza. Ekkor még sikerült felgyógyulnia. 2017. július 16-án több koncertje lemondása után jelentette be, hogy daganatos megbetegedése miatt olyan kezelésekre van szüksége, amik határozatlan időre kizárják azt, hogy fellépéseket, interjúkat vállaljon.
Pontosan öt hónappal később, 2017. december 16-án családja, barátai és zenésztársai körében hunyt el 37 évesen. Halálát nőgyógyászati rákos megbetegedés okozta.

### Emlékezete
A Petőfi Rádió a halálhírére reagálva megszakította adását, és egy 2016-os koncertfelvétellel tisztelgett emléke előtt. Az M2 Petőfi TV a MR2 Szimfonik+ a Müpából című műsor keretében a Fábián Juli & Zoohacker koncertet közvetítette az eredetileg betervezett Heaven Street Seven helyett. A Music FM december 18-án reggel Fábián Juli emlékműsort tartott Zoohacker részvételével. Zenésztársa búcsúzóul még ezen a napon egy instrumentális mixet tett közzé Angels of Juli címmel a Mixcloudon.
Lévai Balázs Like A Child című dokumentumfilmjét szinte napra pontosan két évvel Fábián Juli halála után, 2019. december 15-én mutatták be a Petőfi Tv Filmklub című műsorában, az alkotás az énekesnő fájdalmasan rövid életét követi végig. A dramaturgiai ív a művésszé válását helyezi a középpontba, ennek a folyamatnak a kiemelt állomásait ragadja meg és járja körül a családtagok, az egykori tanárai és pályatársai segítségével. 2019. november 15-én a film előfutáraként jelent meg a Földrevaló dal és a hozzá készült klip, tizennyolc közreműködő: Palya Bea, Wolf Kati, Tóth Vera, Mező Misi, Freddie, Jónás Vera, Mujahid Zoltán, Micheller Myrtill, Bolba Éva, Urbán Orsi, Gereben Zita, Péterffy Lili, Heincz Gábor 'Biga', Molnár Emese, Rúzsa Magdi, Lábas Viki és Schoblocher Barbara fogott össze, hogy méltóképp állítsanak emléket az elhunyt énekesnőnek. A dalt Szepesi Mátyás, a Konyha zenekar frontembere, Juli egykori zenésztársa, több zenekarának menedzsere írta.
2022-ben, halálának ötödik évfordulóján róla nevezték el a Soroksári út Budapest Park előtti szakaszát.

## Diszkográfia
- 2009 – Fábián Juli Jazz Riff: Honey & Chili
- 2011 – Fábián Juli-Sárik Péter Duó: FeelHarmony
- 2011 – Fábián Juli & Zoohacker: Girly (EP)
- 2015 – Fábián Juli & Zoohacker: Shine
- 2018 – Fábián Juli & Zoohacker: Jazz & Wine (EP)

### Slágerlistás dalok[28]
| 2011 | Like a Child   | 9  | 27 | 7  | –  |
| 2011 | Girly          | 1  | –  | 17 | –  |
| 2011 | Sizzlin        | 22 | –  | –  | –  |
| 2013 | Fresh and Fool | 9  | –  | –  | –  |
| 2014 | Shine          | 21 | –  | –  | –  |
| 2015 | SoulCords      | –  | –  | 36 | –  |
| 2016 | It’s Time      | 34 | –  | -  | –  |
| 2017 | Jazz & Wine    | 16 | –  | 17 | 17 |

## Díjak, helyezések, elismerések
- Montreux-i Jazz Fesztivál Shure jazz énekversenyének döntőse, 2007,[29] 2008[30]
- International songwriting Contest, 2010, London: A Honey & Chili album 5 nevezett dala 7. helyezést ért el
- 2011-es Fonogram-díj: Az év hazai jazzalbuma kategória jelöltje: Fábián Juli Jazz Riff – Honey & Chili[31]
- Ablakos-Lakatos Dezső ösztöndíj, 2011[32]
- V. Jazzy Dalverseny, 2011 – II. helyezett a Liberation című dallal[33]
- 2012-es Fonogram díj: Az év hazai elektronikus zenei produkció kategória jelöltje: Fábián Juli & Zoohacker
- 2012-es Fonogram díj: Az év hazai jazzalbuma kategória jelöltje: Fábián Juli & Sárik Péter – Feel Harmony
- A Dal 2012 – a legjobb 8 közé jutott a Like a Child című dallal
- Glamour Women of the Year: A legjobb énekesnő kategória jelöltje, 2012[34]
- Petőfi zenei díj: Az év női előadója kategória jelöltje, 2016[35]
- VIVA Comet-díj: A legjobb női előadó kategória jelöltje, 2016
- Petőfi Zenei Díj - Az év női előadója (posztumusz, 2018)

## Jelentősebb fellépések

### Fesztiválok

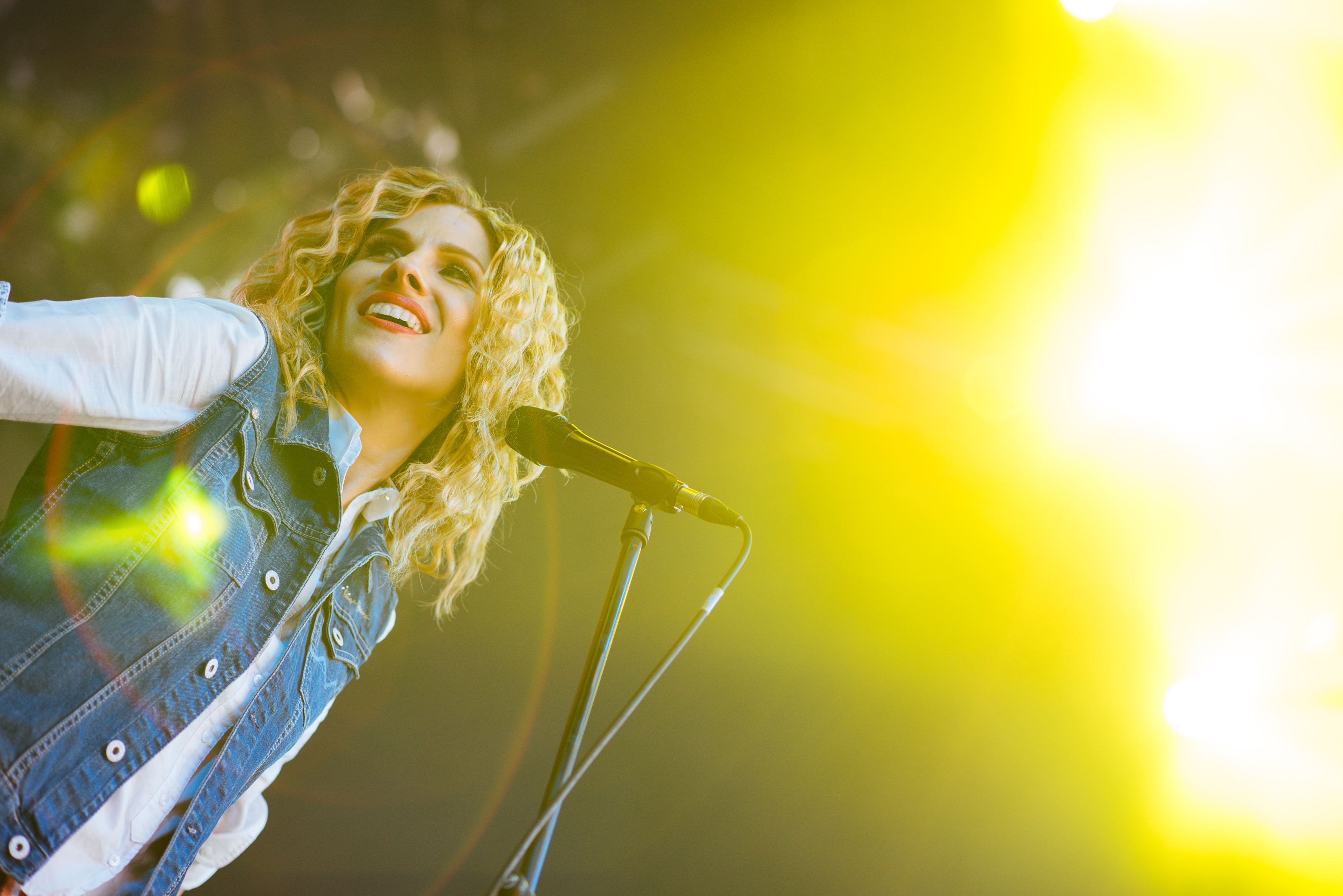

- Pelion Jazzfesztivál – Fábián Juli Jazz Band (Kapolcs, 2005)[36]
- Sziget Fesztivál (2010)[37]
- Balaton Sound (2010)[38]
- Hegyalja Fesztivál (2010)[39]
- Zsolnay Fesztivál (Pécs) (2013)[40]
- VOLT Fesztivál (2013),[41] (2016)[42]
- Paloznaki Jazzpiknik (2013),[43] (2015)[44]
- Dombos Fest (Kishegyes, 2015)[45]
- Jazzy Fesztivál (MOM Kulturális Központ) (2015)[46]
- VeszprémFest (2016)[47]
- X. Jazz Showcase fesztivál (Müpa) (2017)[48]
- Kerekdomb Fesztivál (2017)[49]

### TV
- A Dal 2012 – döntősként a Like a Child című dallal
- A Dal 2015 – vendégfellépő az első elődöntőben a Shine című dallal
- X-Faktor ötödik évad, finálé – vendégfellépő a Like a Child című dallal Horányi Juli duett partnereként
- A nagy duett (2017)

### Egyéb
- Müpa - két alkalommal és két formációval
- MR2 Szimfonik live 3 (2013)[50]

## Koncertfelvételek
- Duna 2012. március 6. 23:20 Magyar Jazz Ünnep 2011 Fábián Juli Jazz Riff
- Duna 2012. augusztus 20. 01:50 Magyar Jazz Ünnep 2011 Fábián Juli Jazz Riff
- M1 2014. május 17. 22:10 MR2 Akusztik+ a MüPából Fábián Juli & Zoohacker
- M2 2015. április 5. 00:25 MR2 Akusztik+ a MüPából Fábián Juli & Zoohacker
- M2 2015. június 27. 23:45 Akvárium Stage Pass Fábián Juli
- M2 2016. március 25. 23:35 Akvárium Stage Pass Fábián Juli & Zoohacker
- M2 2016. május 28. 22:40 MR2 Szimfonik a MüPából Fábián Juli & Zoohacker élő koncertfelvétele a MüPa színpadán
- M2 2016. december 27. 01:15 Akvárium Stage Pass Fábián Juli & Zoohacker
- M2 2017. április 1. 22:35 MR2 Akusztik+ a MüPából Fábián Juli & Zoohacker

## Rádiófelvételek
- Bartók Rádió 2011. november 22. 23:00 Éjszakai dzsesszklub. Válogatás Fábián Juli valamint a Four Bones Quartet felvételeiből
- Bartók Rádió 2013. január 15. 23:00 Éjszakai dzsesszklub. Válogatás Fábián Juli (ének) és Sárik Péter (zongora) duettlemezéről
- Kossuth Rádió 2016. május 5. 14:05–1430 Arcvonások. Fábián Juli énekesnő. A rádióadás hangfelvétele. YouTube

## Szakmai felkérések
- X-Faktor 2010 - Felkészítő tanár[51]
- Talentométer 2010, 2011 - Zsűrielnök[52]
- 2015-ös Eurovíziós Dalfesztivál - A magyar szakmai zsűri tagja

## Filmszerep
- Poligamy (2009)[53]